# آلفا-نفتیل‌تیورآ
آلفا-نفتیل‌تیورآ (به انگلیسی: Alpha-Naphthylthiourea) با فرمول شیمیایی C۱۱H۱۰N۲S یک ترکیب شیمیایی با شناسه پاب‌کم ۷۳۶۳۶۶ است. که جرم مولی آن ۲۰۲٫۲۸ g/mol می‌باشد. 